# Sainte-Marie (Ille-et-Vilaine)
Pour les articles homonymes, voir Sainte-Marie.
Sainte-Marie est une commune française située dans le département d'Ille-et-Vilaine, en région Bretagne.

## Géographie

### Localisation

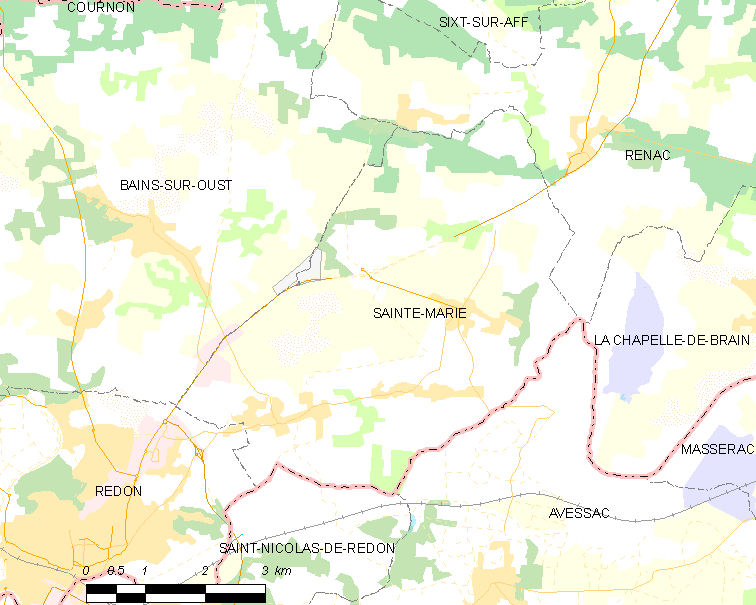
Carte de la commune.

Sainte-Marie est situé dans la vallée de la Vilaine, à l'extrémité sud du département d'Ille-et-Vilaine et à la limite du département de la Loire-Atlantique, à 8 km au nord-est de Redon.
Les communes limitrophes sont Redon, Bains-sur-Oust et Renac en Ille-et-Vilaine, Avessac et Saint-Nicolas-de-Redon en Loire-Atlantique.
| Bains-sur-Oust |                        | Renac   |
|                | Sainte-Marie           |         |
| Redon          | Saint-Nicolas-de-Redon | Avessac |

Selon le classement établi par l'INSEE en 1999, Sainte-Marie est une commune rurale monopolarisée qui fait partie de l'aire urbaine de Redon et de l'espace urbain de Nantes-Saint-Nazaire (cf. la liste des communes de la Loire-Atlantique).

### Divers
Les villages, aux maisons de schiste et de granit, se sont groupés aux abords des marais, qui parfois, l'hiver, se recouvrent d'eau. Sur les terres plus hautes, pauvres et à fleur de roche, on trouve des landes et des bois, ainsi que le bourg plus récent.
Sainte-Marie est une commune récente qui a connu ses premières élections en 1872, date de son détachement définitif de la commune de Bains-sur-Oust.
Du point de vue de la richesse de la flore, Sainte-Marie fait partie des communes du département possédant dans leurs différents biotopes le plus de taxons, soit 517 pour une moyenne communale de 348 taxons et un total départemental de 1373 taxons (118 familles). On compte notamment 37 taxons à forte valeur patrimoniale (total de 207) ; 18 taxons protégés et 27 appartenant à la liste rouge du Massif armoricain (total départemental de 237).

### Hydrographie
Pour un article plus général, voir Réseau hydrographique d'Ille-et-Vilaine.
La commune est située dans le bassin Loire-Bretagne. Elle est drainée par la Vilaine, le Canut, un bras de la vilaine, la Ferrière,,.
La Vilaine, d'une longueur de 218 km, prend sa source dans la commune de Juvigné et se jette  dans l'Océan Atlantique à Camoël, après avoir traversé 56 communes. 
Le Canut, d'une longueur de 24 km, prend sa source dans la commune de Saint-Ganton et se jette  dans la Vilaine à Avessac, après avoir traversé huit communes. 

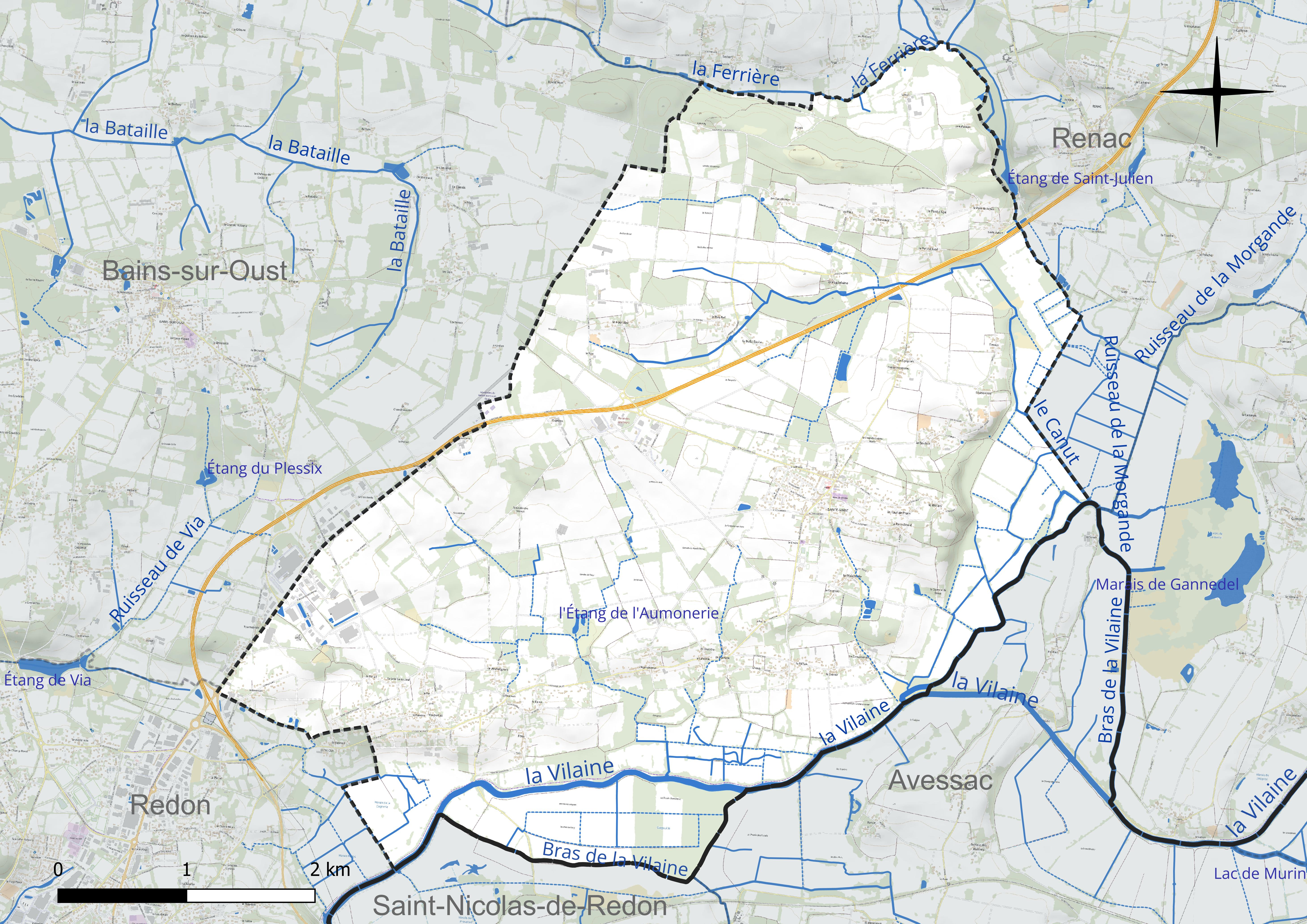
Réseau hydrographique de Sainte-Marie.

Deux plans d'eau complètent le réseau hydrographique : l'étang de l'Aumonerie (0,73 ha) et l'étang de Saint-Julien, d'une superficie totale de 1,9 ha (0,07 ha sur la commune),.

### Climat
Pour des articles plus généraux, voir Climat de la Bretagne et Climat d'Ille-et-Vilaine.
En 2010, le climat de la commune est de type climat océanique franc, selon une étude du CNRS s'appuyant sur une série de données couvrant la période 1971-2000. En 2020, Météo-France publie une typologie des climats de la France métropolitaine dans laquelle la commune est exposée à un climat océanique et est dans la région climatique  Bretagne orientale et méridionale, Pays nantais, Vendée, caractérisée par une faible pluviométrie en été et une bonne insolation. Parallèlement l'observatoire de l'environnement en Bretagne publie en 2020 un zonage climatique de la région Bretagne, s'appuyant sur des données de Météo-France de 2009. La commune est, selon ce zonage, dans la zone « Sud Est », avec des étés relativement chauds et ensoleillés.  
Pour la période 1971-2000, la température annuelle moyenne est de 11,7 °C, avec une amplitude thermique annuelle de 13 °C. Le cumul annuel moyen de précipitations est de 807 mm, avec 12 jours de précipitations en janvier et 6,1 jours en juillet. Pour la période 1991-2020, la température moyenne annuelle observée sur la station météorologique la plus proche, située sur la commune de Saint-Jacut-les-Pins à 16 km à vol d'oiseau, est de 12,4 °C et le cumul annuel moyen de précipitations est de 947,8 mm,. Pour l'avenir, les paramètres climatiques de la commune estimés pour 2050 selon différents scénarios d'émission de gaz à effet de serre sont consultables sur un site dédié publié par Météo-France en novembre 2022.

## Urbanisme

### Typologie
Au 1er janvier 2024, Sainte-Marie est catégorisée commune rurale à habitat dispersé, selon la nouvelle grille communale de densité à sept niveaux définie par l'Insee en 2022.
Elle appartient à l'unité urbaine de Redon, une agglomération inter-régionale regroupant six  communes, dont elle est une commune de la banlieue,,. Par ailleurs la commune fait partie de l'aire d'attraction de Redon, dont elle est une commune de la couronne,. Cette aire, qui regroupe 22 communes, est catégorisée dans les aires de moins de 50 000 habitants,.

### Occupation des sols
L'occupation des sols de la commune, telle qu'elle ressort de la base de données européenne d'occupation biophysique des sols Corine Land Cover (CLC), est marquée par l'importance des territoires agricoles (79,3 % en 2018), en diminution par rapport à 1990 (84,2 %). La répartition détaillée en 2018 est la suivante : 
zones agricoles hétérogènes (29,9 %), terres arables (27,6 %), prairies (21,7 %), forêts (11,7 %), zones urbanisées (7 %), zones industrielles ou commerciales et réseaux de communication (2 %). L'évolution de l'occupation des sols de la commune et de ses infrastructures peut être observée sur les différentes représentations cartographiques du territoire : la carte de Cassini (XVIIIe siècle), la carte d'état-major (1820-1866) et les cartes ou photos aériennes de l'IGN pour la période actuelle (1950 à aujourd'hui).

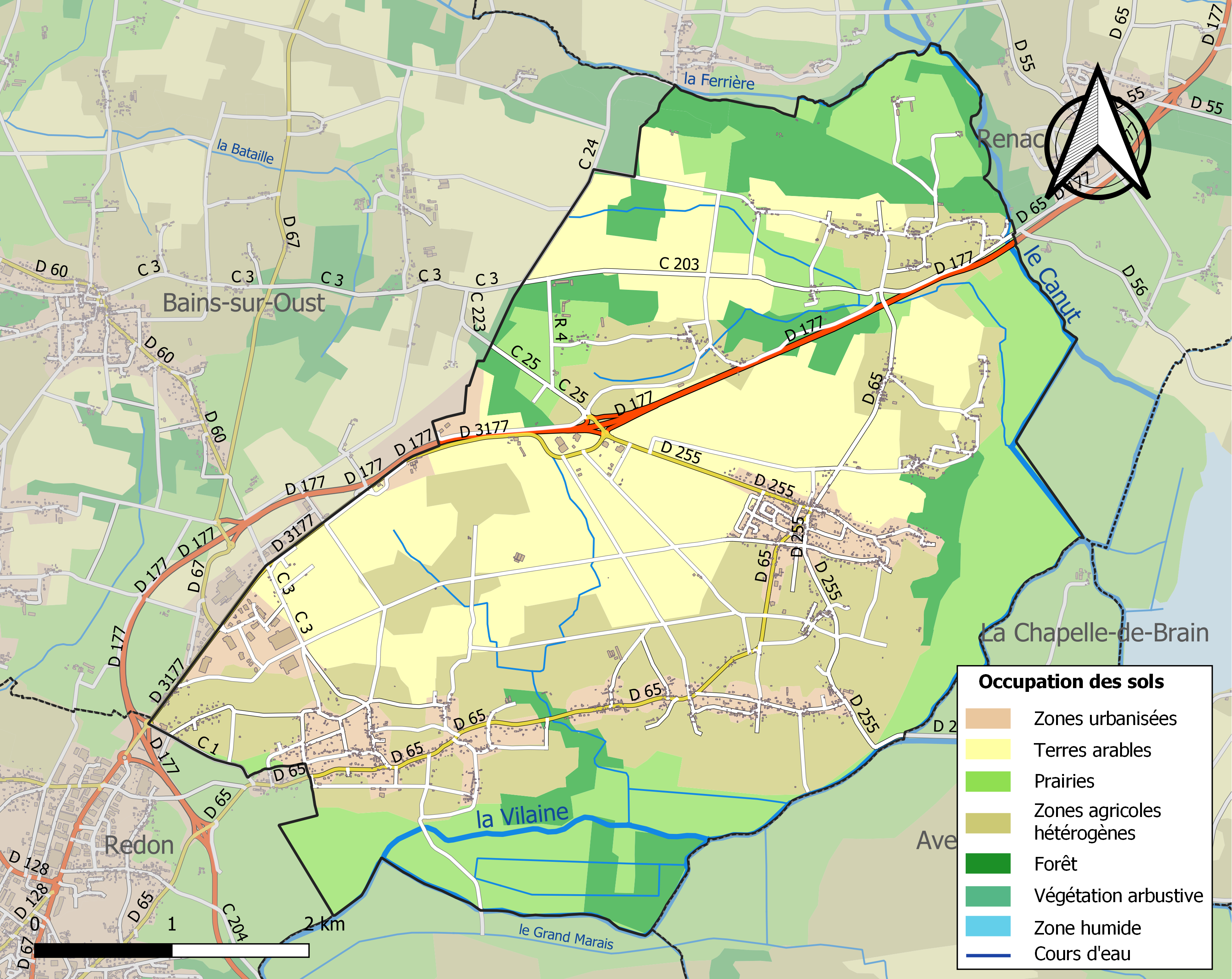
Carte des infrastructures et de l'occupation des sols de la commune en 2018 (CLC).

## Toponymie
Lokmaria Redon en breton : « Lieu consacré à Marie », le nom breton précise la ville importante la plus proche.

## Histoire

### Préhistoire et Antiquité
On retrouve des traces d'occupation dès la préhistoire (sur la lande de Guerchmen, derrière Les Traviaux, se trouvaient des monuments mégalithiques, dont les pierres forment le socle du monument aux morts). Puis vinrent les Romains, (vestiges près de La Morinais, camp romain au Tertre du Brulais) ; les Francs et les Bretons et enfin en 832, les moines fondateurs de l'abbaye Saint-Sauveur, qui favorisa l'essor de toute la région de Redon.

### LeXIXesiècle
Vers les années 1817, les habitants des frairies de Haut de Prain, Pont de Renac et Timouy, en Bains-sur-Oust, trop éloignées de l'église, montèrent une pétition en faveur d'une nouvelle paroisse. La construction de la chapelle Saint-André, permit la création de la paroisse Sainte-Marie en 1845, puis l'édification de l'église sur le sommet d'une colline dominant la Vilaine, en 1855.
Jusqu'au début du XIXe siècle, les Samaritains vivaient de l'exploitation des ardoisières de la grée Saint-Jean et de La Roche, ainsi que des pacages dans les marais de la Vilaine.

### LeXXesiècle
Selon le journal Le Nouvelliste de l'Est en février 1910 « dans d'Ille-et-Vilaine, les enfants désertent les écoles communales pour les écoles libres » , par exemple l'école communale (école laïque) de Sainte-Marie n'a aucun élève.

## Politique et administration
| Période                                  | Période                   | Identité            | Étiquette | Qualité |
| ---------------------------------------- | ------------------------- | ------------------- | --------- | --- |
| Les données manquantes sont à compléter. |                           |                     |           | |
| ca. 1952                                 |                           | Édouard Pageau      |           | |
| mars 1965                                | mars 1983                 | Paul Tiger          |           | Industriel Réélu en 1971 et 1977 |
| mars 1983                                | mars 2001                 | Jean-Paul Thomas    | PS        | Chef d'entreprise Vice-président de la CC du Pays de Redon                                                                                           |
| mars 2001                                | mars 2008                 | Guy Theude          | DVG       | Directeur des écoles |
| mars 2008                                | En cours (au 26 mai 2020) | Françoise Boussekey | UMP → LR  | Conjointe d'artisan Conseillère régionale de Bretagne (2014 → 2015) Vice-présidente de Redon Agglomération (2014 → ) Réélue pour le mandat 2020-2026 |

- Françoise Boussekey, maire depuis 2008, a été l'assistante parlementaire d'Alain Madelin à l'époque où il était député de la quatrième circonscription d'Ille-et-Vilaine[21].

## Démographie
L'évolution du nombre d'habitants est connue à travers les recensements de la population effectués dans la commune depuis 1872. Pour les communes de moins de 10 000 habitants, une enquête de recensement portant sur toute la population est réalisée tous les cinq ans, les populations de référence des années intermédiaires étant quant à elles estimées par interpolation ou extrapolation. Pour la commune, le premier recensement exhaustif entrant dans le cadre du nouveau dispositif a été réalisé en 2005.

En 2022, la commune comptait 2 249 habitants, en évolution de −0,44 % par rapport à 2016 (Ille-et-Vilaine : +5,46 %, France hors Mayotte : +2,11 %).
| 1872  | 1876  | 1881  | 1886  | 1891  | 1896  | 1901  | 1906  | 1911  |
| ----- | ----- | ----- | ----- | ----- | ----- | ----- | ----- | ----- |
| 1 982 | 2 069 | 2 157 | 2 088 | 2 136 | 1 997 | 1 896 | 1 860 | 1 878 |

| 1921  | 1926  | 1931  | 1936  | 1946  | 1954  | 1962  | 1968  | 1975  |
| ----- | ----- | ----- | ----- | ----- | ----- | ----- | ----- | ----- |
| 1 575 | 1 511 | 1 389 | 1 324 | 1 202 | 1 223 | 1 145 | 1 183 | 1 296 |

| 1982  | 1990  | 1999  | 2005  | 2006  | 2010  | 2015  | 2020  | 2022  |
| ----- | ----- | ----- | ----- | ----- | ----- | ----- | ----- | ----- |
| 1 555 | 1 692 | 1 759 | 2 052 | 2 100 | 2 275 | 2 259 | 2 273 | 2 249 |

## Langue bretonne
À la rentrée 2016, 36 élèves étaient scolarisés dans la filière bilingue catholique de l'école de la Providence (soit 15,3% des enfants de la commune inscrits dans le primaire).

## Lieux et monuments
- La chapelle Saint-Jean-d'Épileur renferme des fresques qui remontent au XIVe siècle. Découvertes récemment, elles sont très bien conservées, ainsi que des objets cultuels des XVIe siècle et XVIIe siècle. Elle est classée monument historique[27],[28],[29].
- Le pont du Grand Pas (1912) remplaça l'ancien bac pour faciliter le passage des marchandises, notamment des ardoises, vers la Loire-Atlantique[30].
- L'église Notre-Dame, de style néo-gothique, œuvre d'Édouard Brossay-Saint-Marc.
- Les tertres tumulaires.

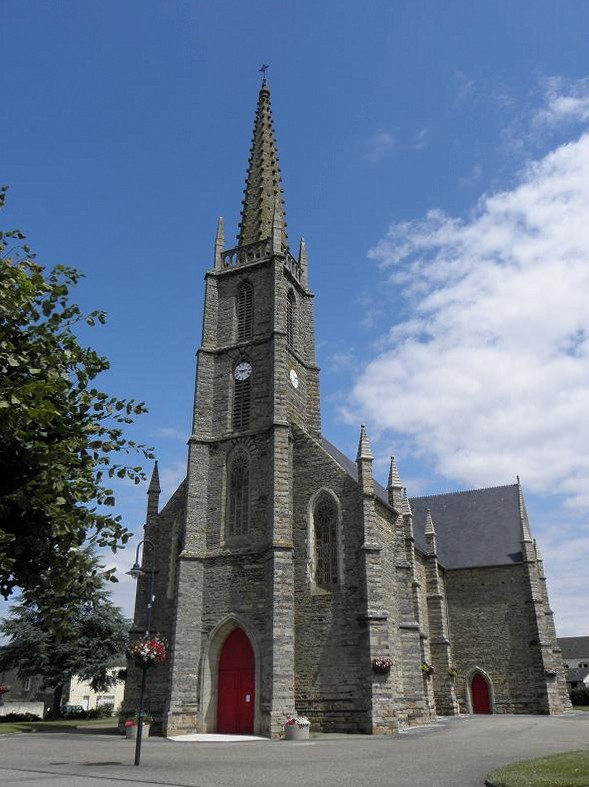
L'église paroissiale Notre-Dame.
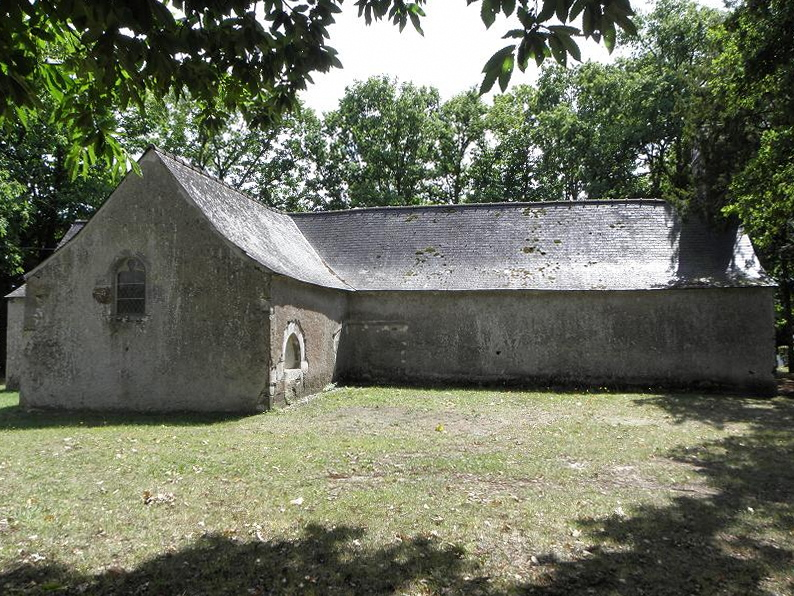
La chapelle Saint-Jean-d'Épileur.
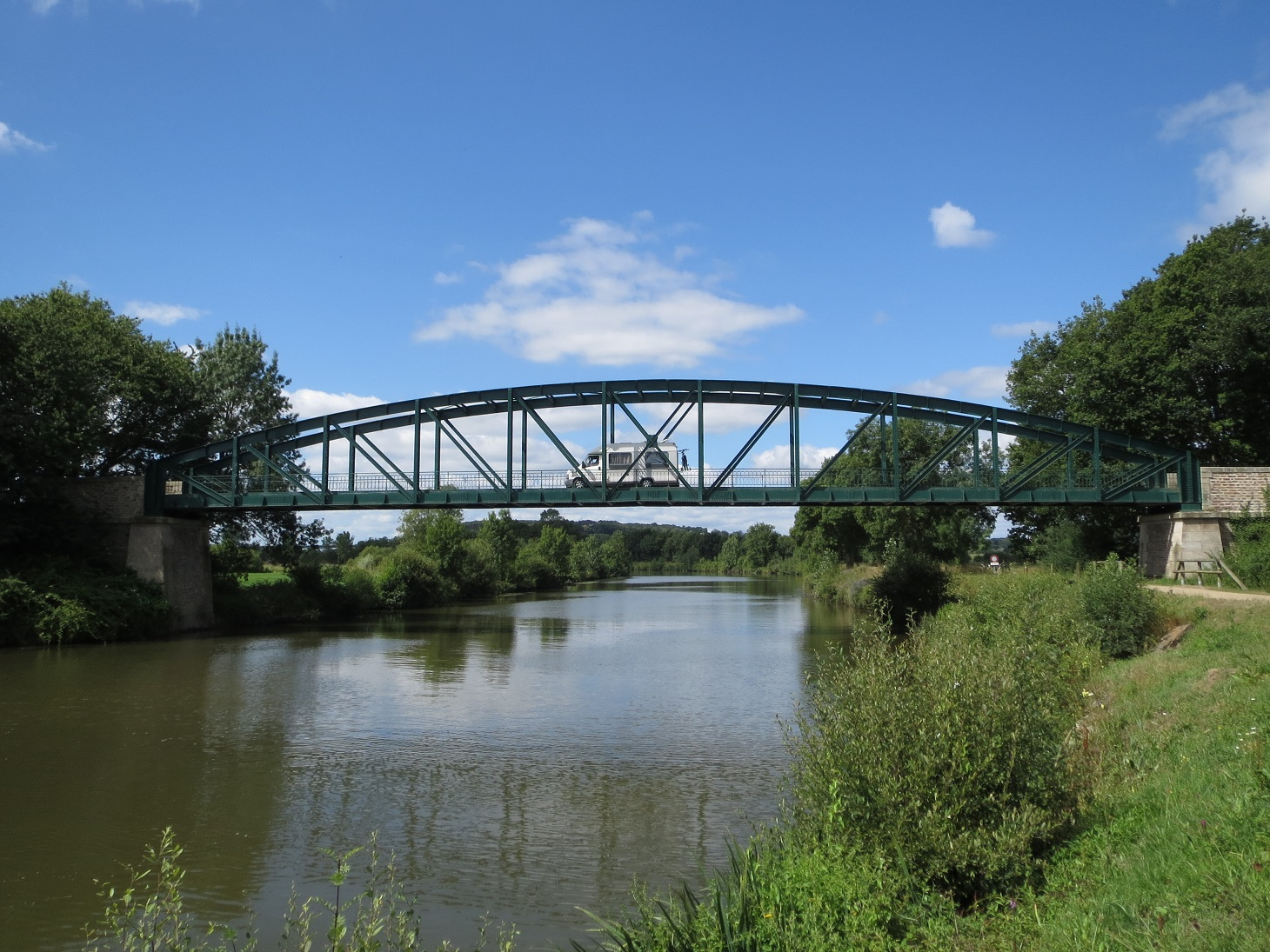
Pont du Grand Pas (07-2014)

## Personnalités liées à la commune
Association : Dans les pas de Charlie.